# Canon EF
Ne doit pas être confondu avec Monture Canon EF.
Le Canon EF est un appareil photographique reflex mono-objectif argentique à monture FD commercialisé par Canon à de 1973 à 1978.
Cet appareil ne doit pas être confondu avec la monture Canon EF.